# 皮特·斯科格隆
皮特·斯科格隆（英語：Pete Skoglund，1905年7月25日—1968年10月2日），新西兰男子草地滚球运动员。他曾代表新西兰参加1950年和1954年大英帝国和英联邦运动会草地滚球比赛，其中1950年大英帝国运动会获得一枚铜牌。